# اندروید (ربات)
یک اندروید، یک ربات انسان‌نما است یا یک موجود مصنوعیاست که طوری ساخته شده است تا با داشتن بدنی مشابه جسم بشر، شبیه انسان به نظر برسد و مانند آن عمل کند. در گذشته اندرویدها فقط در داخل موضوع علمی–تخیلی جای می‌گرفتند بطوری که در موارد زیادی آن‌ها را در داخل فیلم‌ها یا در برنامه‌های تلویزیونی می‌دیدیم؛ این روزها پیشرفت‌هایی که در فناوری رباتیک به دست آمده است، اجازه ساخت ربات‌های انسان‌نما را به شکل واقعی و دارای عملکرد مناسب داده است.

## ریشه‌شناسی
ریشه کلمه به واژه یونانی ἀνδρ- به معنی مرد (موجود نر، یا گاهی به معنی بشریت) برمی گردد که پسوند «نما» (شکل چیزی را داشتن یا شباهت به آن) به آن اضافه شده است. به طور معمول کلمه اندروید برای ارجاع به همه رباتهای انسان نما به کار می‌رود اگر چه گاهی برای ارجاع به رباتها با قیافه زنانه از کلمه «ژینوید» هم استفاده می‌شود.